# Шведська Сонячна система
Шведська Сонячна система — найточніша і найбільша у світі модель Сонячної системи. Всі об'єкти Сонячної системи та відстані між ними подані у масштабі 1:20 000 000. Модель займає територію всієї Швеції. Проект започаткований у 1989 році шведськими вченими — фізиком Нільсом Бреннінгом та астрономом Йоста Гамом. Спонсорами створення моделі були Служба з роботи з туристами Стокгольму, а також низка музеїв, театрів та наукових установ.
Центром моделі є арена Еріксон Глоб — найбільша у світі сферична будівля, яка розташована у Стокгольмі. Арена у моделі зображує Сонце, а її розмір (110 м) прийнятий за діаметр Сонця з короною. Згідно з розмірами арени пропорційно розраховувалися розміри інших об'єктів та відстані до них. До 1998 року було встановлено більшість планет. Крім Сонця і планет в інсталяції також присутні деякі супутники планет, карликові планети, комети, астероїди, транснептунові об'єкти і межа геліосфери.. Останній об'єкт — астероїд 4 Веста, встановлений 6 серпня 2017 року.

## Таблиця
Сортування — за віддаленістю від Сонця
| Об'єкт               | Відстань від Еріксон Глоб | Розміри (діаметр)                    | Фото | Місцезнаходження | Дата встановлення | Коментарі |
| -------------------- | ------------------------- | ------------------------------------ | ---- | --- | ----------------- | --- |
| Сонце                | —                         | 71 м (диск) 110 м (включаючи корону) |      | Стокгольм 59°17′36.8″ пн. ш. 18°4′59.65″ сх. д. / 59.293556° пн. ш. 18.0832361° сх. д. | 19 лютого 1989    | Для дотримання масштабу куля будівлі прийнятий за діаметр Сонця з короною. |
| Меркурій             | 2,9 км                    | 25 см                                |      | Міський музей Стокгольма 59°19′11″ пн. ш. 18°4′16″ сх. д. / 59.31972° пн. ш. 18.07111° сх. д. | 1998              | |
| Венера               | 5,5 км                    | 62 см                                |      | Стокгольм, Королівський технологічний інститут 59°21′10.38″ пн. ш. 18°3′30.78″ сх. д. / 59.3528833° пн. ш. 18.0585500° сх. д.                                                                                  | 8 червня 2004     | Модель Венери була створена американцем Деніелом Оберті і розміщена в експозиції у день проходження Венери по диску Сонця. 11 червня 2011 року куля впала і розбилася. Копія Венери була виставлена тільки після жовтня 2012 року. |
| Земля і Місяць       | 7,6 км                    | 65 см і 18 см                        |      | Стокгольм, Шведський музей природознавства, планетарій Cosmonova 59°22′7.7″ пн. ш. 18°3′16″ сх. д. / 59.368806° пн. ш. 18.05444° сх. д. 59°22′8″ пн. ш. 18°3′15.7″ сх. д. / 59.36889° пн. ш. 18.054361° сх. д. | до 2000           | Для дотримання масштабу кулька Місяця знаходиться в сусідньому залі музею. |
| Марс                 | 11,6 км                   | 35 см                                |      | Торговий центр Mörby centrum, община Дандерид 59°23′54″ пн. ш. 18°2′11.3″ сх. д. / 59.39833° пн. ш. 18.036472° сх. д.                                                                                          | до 2000           | Куля зроблена з міді фінським художником Гейккі Гапаненом. На моделі зображені позначення декількох хімічних елементів, найпоширеніших на цій планеті. |
| (433) Ерос           | 11,7 км                   | 2 мм х 0,7 мм х 0,7 мм               |      | Стокгольм, школа общини Дандерид 59°23′38″ пн. ш. 18°2′41″ сх. д. / 59.39389° пн. ш. 18.04472° сх. д. | 14 лютого         | Зроблено із золота до Дня Святого Валентина. Має об'єм 0,98 мм³. |
| 36614 Салтіс         | 11,7 км                   | <1 мм                                |      | Стокгольм, школа общини Сальтшебаден, поблизу Стокгольмської обсерваторії 59°16′21″ пн. ш. 18°18′17″ сх. д. / 59.27250° пн. ш. 18.30472° сх. д.                                                                | 14 січня 2010     | Астероїд виявлений 2000 року з цієї обсерваторії. |
| 4 Веста              | 16,4 км                   | 2,6 см                               |      | Гімназія у місті Тебю 59°26′24″ пн. ш. 18°03′47.16″ сх. д. / 59.44000° пн. ш. 18.0631000° сх. д. | 06 вересня 2017   | |
| Юпітер               | 40 км                     | 7,2 м                                |      | Центр кільцевого перехрестя в аеропорті Стокгольм-Арланда, Мерста. 59°38′58.52″ пн. ш. 17°55′50.38″ сх. д. / 59.6495889° пн. ш. 17.9306611° сх. д.                                                             | до 2000           | Двовимірна конструкція, яка використовується для квіткової декорації проте в майбутньому тут планують побудувати нову тривимірну модель. |
| 306367 Нут           | 60 км                     | 0,2 мм                               |      | Парк в общині Алсіке 59°43′14″ пн. ш. 17°48′11.5″ сх. д. / 59.72056° пн. ш. 17.803194° сх. д. | до 2000           | Крихітна точка, яка нанесена на карту Сонячної системи, що розташована серед скульптур на космічну тематику. |
| Сатурн               | 73 км                     | 6,1 м                                |      | Уппсала, площа Цельсія 59°51′34″ пн. ш. 17°38′14″ сх. д. / 59.85944° пн. ш. 17.63722° сх. д. | 13 червня 2009    | Об'єкт, що є двовимірним зображенням планети, розташований неподалік старовинної обсерваторії Андерса Цельсія в центрі міста. Композиція відкрита в Міжнародний рік астрономії. Кілька шкіл Уппсали створили «супутники Сатурна», які претендують на включення до складу загальної «Сонячної системи».                                                             |
| Уран                 | 124 км                    | 2,6 м                                |      | Уппланд, община Левстабрук | жовтень 2012      | Раніше скульптура була встановлена в парку Фурувікс в точці 60°24′31″ пн. ш. 17°52′36.5″ сх. д. / 60.40861° пн. ш. 17.876806° сх. д., мала діаметр 2,6 м, відстань від «Сонця» становила 124 км; проте вона була знищена вандалами. |
| Комета Галлея        | 204 км                    |                                      |      | Науковий центр Балтазара, місто Шевде 58°23′14″ пн. ш. 13°51′11″ сх. д. / 58.38722° пн. ш. 13.85306° сх. д. | 16 грудня 2009    | Фактично створені чотири «комети». Три, що представляють собою малюнки школярів, знаходяться на вулиці; четверта, створена за допомогою лазера і хмари газу, знаходиться всередині. |
| Нептун               | 229 км                    | 2,5 м                                |      | Парк міста Седергамн 61°18′8″ пн. ш. 17°3′20.5″ сх. д. / 61.30222° пн. ш. 17.055694° сх. д. | 29 жовтня 1998    | Місцезнаходження Нептуна було вибрано в зв'язку з тим, що основними заняттями жителів Седергамн здавна були рибальство і мореплавство, яким протегує бог морів Нептун. Модель зроблена з акрилової фарби і вночі сяє синім кольором і вночі підсвічується зсередини блакитним світлом.                                                                             |
| Плутон і Харон       | 300 км                    | 12 см і 6 см                         |      | Селище Дельсбу 61°47′49.5″ пн. ш. 16°33′0.5″ сх. д. / 61.797083° пн. ш. 16.550139° сх. д. | до 2000           | Обидві кулі розташовані на березі найпівденнішого з озер Деллен. Ці озера з'явилися в результаті зіткнення великого метеорита із Землею близько 90 мільйонів років тому. Кулі спочивають на підставках, виконаних у вигляді надгробків (як відомо, Плутон — божество смерті), які зроблені з рідкісного мінералу делленіт, що видобувається тільки в цьому районі. |
| 28978 Іксіон         | 360 км                    | 6,5 см                               |      | Науковий центр Технікус, місто Гернесанд 62°37′49.7″ пн. ш. 17°56′12″ сх. д. / 62.630472° пн. ш. 17.93667° сх. д.                                                                                              | 18 квітня 2002    | |
| Комета Свіфта-Туттля | 390 км                    | <1 см                                |      | Науковий центр Креатівум, місто Карлсгамн 56°11′39″ пн. ш. 14°51′9″ сх. д. / 56.19417° пн. ш. 14.85250° сх. д.                                                                                                 |                   | |
| Ерида                | 510 км                    | 13 см                                |      | Бізнес-парк Уместан, місто Умео 63°50′11.8″ пн. ш. 20°15′45.5″ сх. д. / 63.836611° пн. ш. 20.262639° сх. д. | 6 грудня 2007     | Позолочена кулька на честь міфу про яблуко розбрату: саме Ерида кинула на весіллі царя Фессалії Пелея і богині Фетіди в середині залу золоте яблуко Гесперид з написом «найкрасивішій», що породило суперечку богинь Афродіти, Афіни і Гери, кому з них воно призначалося, що в підсумку призвело до Троянської війни.                                             |
| 90377 Седна          | 810 км                    | 10 см                                |      | Науковий центр Текнікенс-Гус, місто Лулео 65°36′59.5″ пн. ш. 22°8′6″ сх. д. / 65.616528° пн. ш. 22.13500° сх. д.                                                                                               | 8 грудня 2005     | |
| Межа геліосфери      | 950 км                    | п'єдестал і табличка                 |      | Шведський інститут космічної фізики, місто Кіруна 67°50′27″ пн. ш. 20°24′34.5″ сх. д. / 67.84083° пн. ш. 20.409583° сх. д.                                                                                     |                   | Перед входом до інституту встановлені п'єдестал і відповідна інформаційна табличка, але власне об'єкта, який би символізував кордон геліосфери, поки що не встановлено. |